# Romanus pontifex (1776)
Romanus pontifex ist ein päpstliche Bulle von Papst Pius VI., die am 13. März 1776 veröffentlicht wurde.
Mit der Bulle errichtet der Papst aus den Gebieten des ungarischen Erzbistums Esztergom die drei Bistümer Banská Bystrica (Neusohl), Spiš (Zips) und Rožňava (Rosenau). Bereits am 15. Januar 1776 hatte Königin Maria Theresia die weltliche Grundlage für die Bistumsgründung gelegt. Mit Gründung der Tschechoslowakei kamen die drei Bistümer zum neuen Land und sind seit Teilung der Tschechoslowakei slowakische Diözesen.